# Christopher Davies
Christopher Davies (29 de junio de 1946) es un deportista británico que compitió en vela en la clase Flying Dutchman.
Participó en los Juegos Olímpicos de Múnich 1972, obteniendo una medalla de oro en la clase Flying Dutchman. Ganó dos medallas de oro en el Campeonato Europeo de Flying Dutchman, en los años 1962 y 1972.

## Palmarés internacional
| Juegos Olímpicos   | Juegos Olímpicos         | Juegos Olímpicos | Juegos Olímpicos |
| Año                | Lugar                    | Medalla          | Clase            |
| ------------------ | ------------------------ | ---------------- | ---------------- |
| 1972               | Múnich (RFA)             | Medalla de oro   | Flying Dutchman  |
| Campeonato Europeo |                          |                  |                  |
| Año                | Lugar                    | Medalla          | Clase            |
| 1962               | Muiden (Países Bajos)    | Medalla de oro   | Flying Dutchman  |
| 1972               | Medemblik (Países Bajos) | Medalla de oro   | Flying Dutchman  |